# Емблема Західної Бенгалії
Емблема Західної Бенгалії — офіційна печатка уряду штату Західна Бенгалія, Індія.

## Дизайн
Емблема складається з кола, що зображує земну кулю зі штатом Західна Бенгалія, виділеним зображенням бенгальського алфавіту. Державна емблема Індії з'являється над земною кулею, а емблема містить назву штату англійською мовою, тобто Західна Бенгалія та бенгальська мова, тобто бенг. পশ্চিমবঙ্গ, трансліт. Pôśchim Bôṅgô. Центральний елемент емблеми також використовувався кампанією Biswa Bangla для просування продажу традиційних західнобенгальських ремесел і текстилю.

## Історія
Нинішня емблема була розроблена Маматою Банерджі, головним міністром штату, і була офіційно прийнята в січні 2018 року. До прийняття нової емблеми у 2018 році уряд штату використовував державний герб Індії для офіційних цілей, але прийняв відмітний логотип для маркетингових цілей. Цей логотип, відомий як «Banglarmukh» (Обличчя Бенгалії), зображував жіноче обличчя, оточене червоною вуаллю.

Прапор Бенгальського президентства під час британського панування в Індії
Бейдж Бенгальського президентства під час британського панування в Індії

## Ради автономних округів у Західній Бенгалії
У Західній Бенгалії є одна автономна окружна рада — Територіальна адміністрація Горкхаленда, яка прийняла власну емблему в жовтні 2014 року. Емблема являє собою круглу печатку, на якій зображено локомотив Гімалайської залізниці Дарджілінг, жінку, яка збирає листя чаю, квітку рододендрону та гірські вершини Гімалаїв, оточені іменем влади та двома парами схрещених кинджалів Кукрі.

## Урядовий прапор
Уряд Західної Бенгалії може бути представлений прапором із зображенням емблеми штату на білому полі.